# دنيس (ماساتشوستس)
دنيس (بالإنجليزية: Dennis, Massachusetts)‏ هي بلدة أمريكية تقع في الولايات المتحدة في مقاطعة بارنستابل. يقدر عدد سكانها بـ 14,207 نسمة ومساحتها 57.7 كم2 و وترتفع عن سطح البحر 7 متر.

## المناخ
يظهر الجدول التالي التغييرات المناخية على مدار السنة لدنيس:
| البيانات المناخية لـدنيس          | البيانات المناخية لـدنيس | البيانات المناخية لـدنيس | البيانات المناخية لـدنيس | البيانات المناخية لـدنيس | البيانات المناخية لـدنيس | البيانات المناخية لـدنيس | البيانات المناخية لـدنيس | البيانات المناخية لـدنيس | البيانات المناخية لـدنيس | البيانات المناخية لـدنيس | البيانات المناخية لـدنيس | البيانات المناخية لـدنيس | البيانات المناخية لـدنيس |
| الشهر                             | يناير                    | فبراير                   | مارس                     | أبريل                    | مايو                     | يونيو                    | يوليو                    | أغسطس                    | سبتمبر                   | أكتوبر                   | نوفمبر                   | ديسمبر                   | المعدل السنوي            |
| --------------------------------- | ------------------------ | ------------------------ | ------------------------ | ------------------------ | ------------------------ | ------------------------ | ------------------------ | ------------------------ | ------------------------ | ------------------------ | ------------------------ | ------------------------ | ------------------------ |
| متوسط درجة الحرارة الكبرى °ف (°م) | 37.8 (3.2)               | 39.3 (4.1)               | 44.5 (6.9)               | 52.7 (11.5)              | 62.2 (16.8)              | 71.5 (21.9)              | 77.8 (25.4)              | 77.0 (25.0)              | 70.8 (21.6)              | 61.1 (16.2)              | 52.8 (11.6)              | 43.3 (6.3)               | 57.7 (14.3)              |
| المتوسط اليومي °ف (°م)            | 30.5 (−0.8)              | 31.9 (−0.1)              | 37.2 (2.9)               | 45.4 (7.4)               | 54.7 (12.6)              | 64.3 (17.9)              | 70.6 (21.4)              | 70.0 (21.1)              | 63.4 (17.4)              | 53.6 (12.0)              | 45.5 (7.5)               | 36.1 (2.3)               | 50.4 (10.2)              |
| متوسط درجة الحرارة الصغرى °ف (°م) | 23.3 (−4.8)              | 24.6 (−4.1)              | 30.0 (−1.1)              | 38.2 (3.4)               | 47.2 (8.4)               | 57.1 (13.9)              | 63.5 (17.5)              | 63.1 (17.3)              | 56.1 (13.4)              | 46.1 (7.8)               | 38.2 (3.4)               | 28.9 (−1.7)              | 43.1 (6.2)               |
| الهطول إنش (مم)                   | 3.71 (94)                | 3.31 (84)                | 4.55 (116)               | 4.29 (109)               | 3.37 (86)                | 3.52 (89)                | 3.13 (80)                | 3.46 (88)                | 3.67 (93)                | 3.99 (101)               | 4.08 (104)               | 4.09 (104)               | 45.17 (1٬147)            |
| متوسط الرطوبة النسبية (%)         | 70.4                     | 69.3                     | 67.7                     | 70.6                     | 73.0                     | 76.1                     | 78.3                     | 78.5                     | 77.9                     | 74.5                     | 71.2                     | 70.4                     | 73.2                     |
| المصدر: PRISM Climate Group       |                          |                          |                          |                          |                          |                          |                          |                          |                          |                          |                          |                          |                          |

## أعلام
- ناثانيل فريمان
- راسل آدمز سيرز